# Аблютофобия

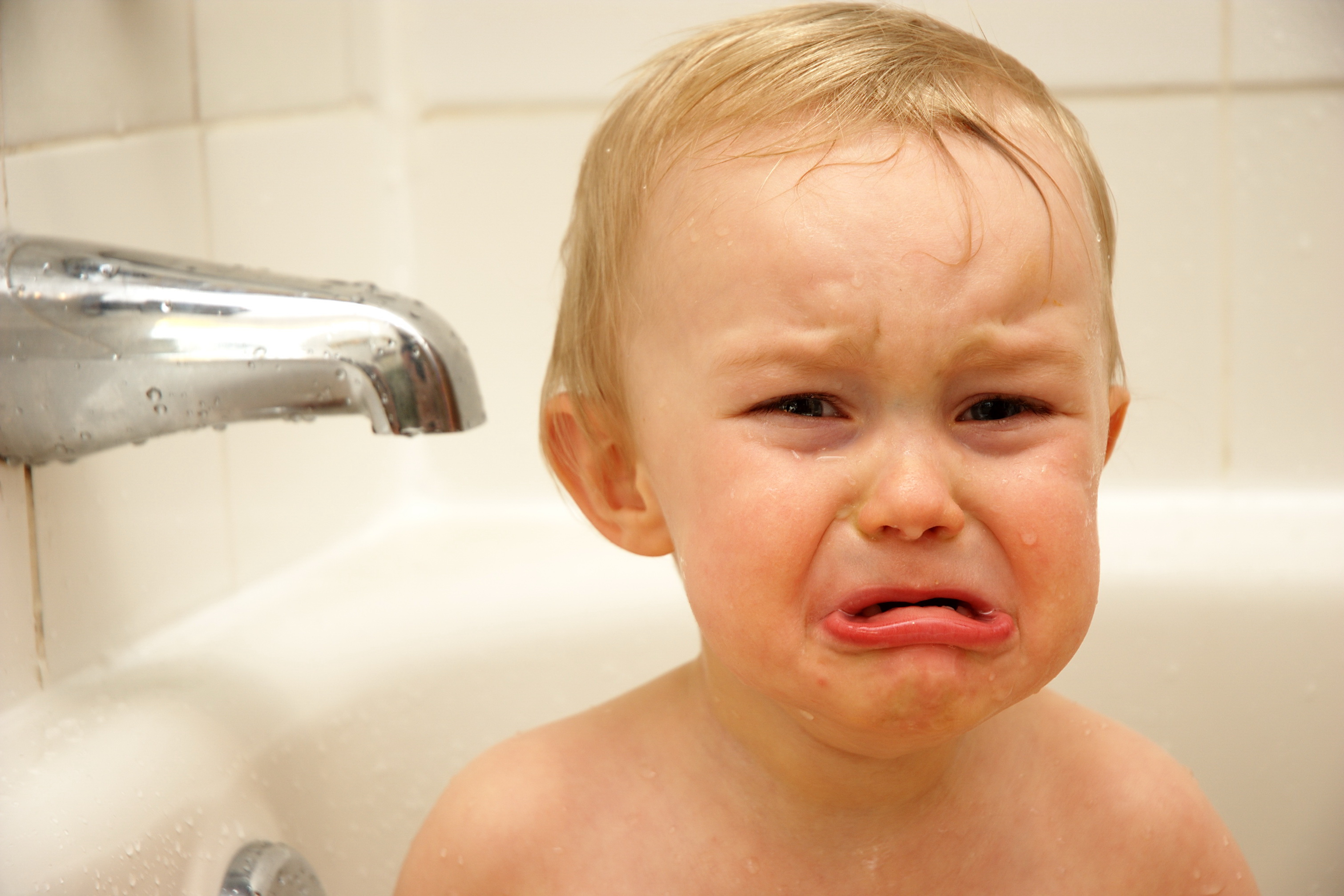
Ребёнок, плачущий в ванне.

Аблютофо́бия (от лат. ablutio «умывание, смывание») — специфическая фобия, заключающаяся в постоянном, иррациональном, навязчивом страхе перед купанием, стиркой или чисткой. Аблютофобия, как правило, чаще встречается у детей и женщин, чем у мужчин.
Включает в себя страх перед ванными комнатами и туалетами (частными).
Противоположность аблютофобии — аблютофи́лия, сексуальное возбуждение от умывания и купания.

## Симптомы и методы лечения
Симптомы и методы лечения аблютофобии в основном такие же, как и для большинства конкретных фобий, а именно учащённое или затруднённое дыхание, головокружение, учащённое сердцебиение, дрожь, паника и др.

## Известные аблютофобы
Прусский король Фридрих Великий настолько боялся воды, что совершенно не мог умываться. Слугам приходилось протирать его сухими полотенцами.

## В культуре
Персонаж сказки Николая Носова «Незнайка в Солнечном городе» Пёстренький страдал «аблютофобией», но только он принципиально не хотел умываться, предпочитая ходить грязным; избавился от этого, когда Волшебник заколдовал его так, что грязь будет слегка щипать его лицо, пока он не умоется.